# Lamium
Lamium L. 1753 è un genere di piante spermatofite dicotiledoni appartenenti alla famiglia delle Lamiaceae, dall'aspetto di piccole erbacee annuali o perenni dai tipici fiori labiati.

## Etimologia
Uno dei primi studiosi dell'antichità ad usare il nome di questo genere (Lamium) è stato Plinio (Como, 23 – Stabia, dopo l'8 settembre 79), scrittore e naturalista latino, il quale ci indica anche una possibile etimologia: questo termine discenderebbe da un vocabolo greco ”laimos” il cui significato è “fauci – gola”. Ma potrebbe discendere anche da altre parole greche: ”lamos” (= larga cavità), oppure dal nome di una regina libica ”Làmia”. In quest'ultimo caso il collegamento esiste in quanto le mamme greche, per far star buoni i loro bambini, descrivevano questa regina come un mostro capace di ingoiarli (come del resto fa il fiore di questa pianta quando un bombo entra nel tubo corollino in cerca del nettare).
La nomenclatura scientifica di questo genere, attualmente accettata (Lamium), è stata proposta da Linneo (Rashult, 23 maggio 1707 –Uppsala, 10 gennaio 1778), biologo e scrittore svedese, considerato il padre della moderna classificazione scientifica degli organismi viventi, nella pubblicazione Species Plantarum del 1753. In realtà prima ancora di Linneo fu Tournefort (Joseph Pitton de Tournefort (5 giugno 1656—28 dicembre 1708), botanico francese) ad usare per primo questa denominazione per un genere botanico.

## Descrizione

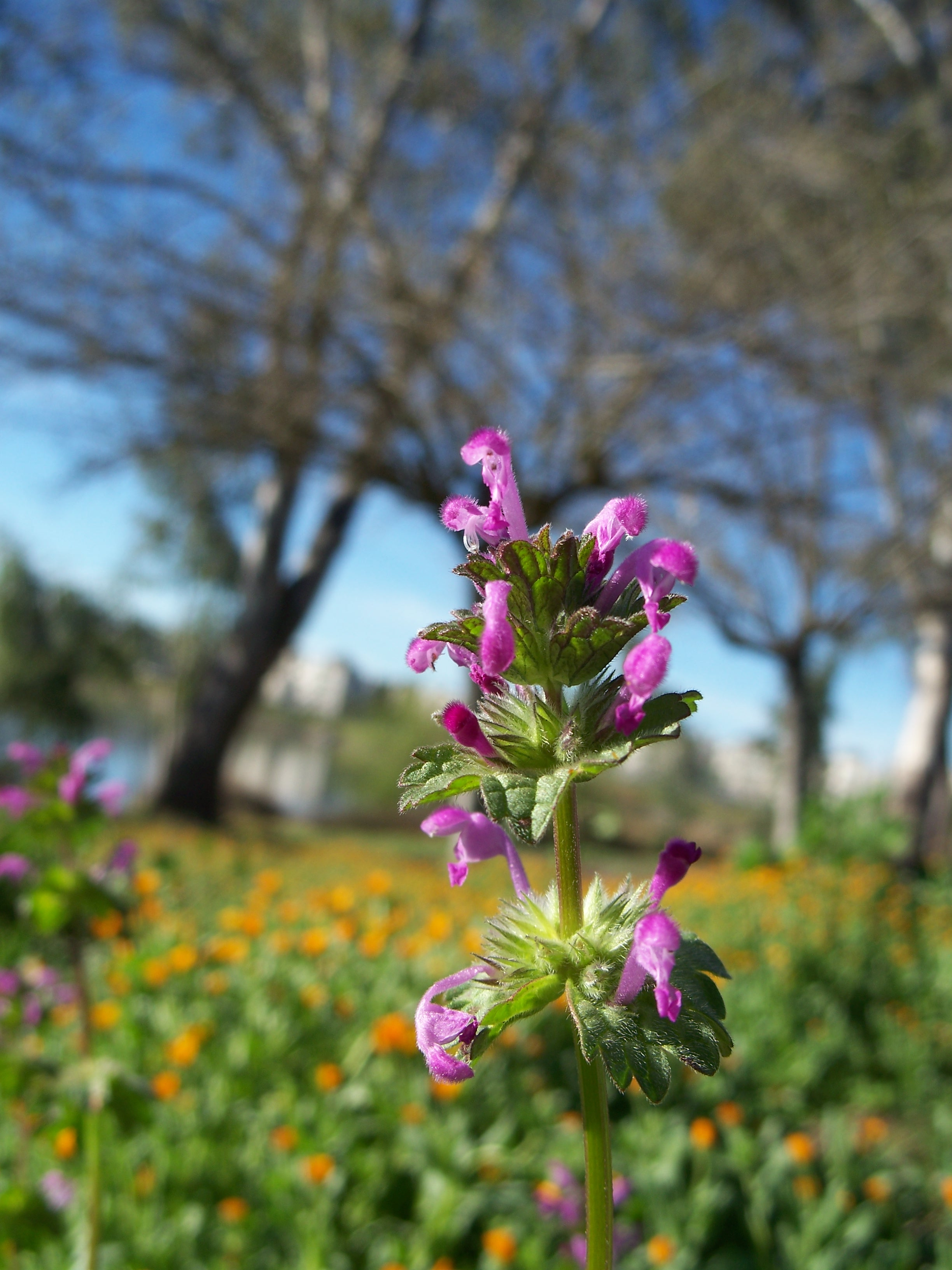
Il portamento (Lamium amplexicaule)

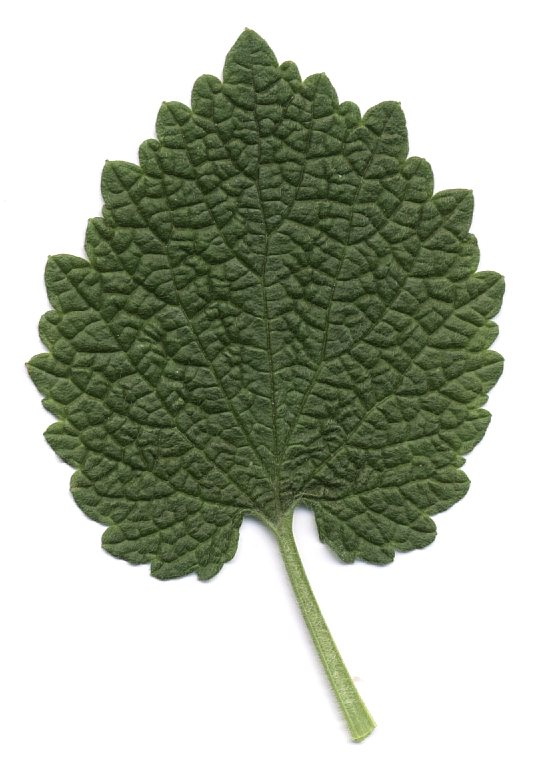
La foglia (Lamium purpureum)

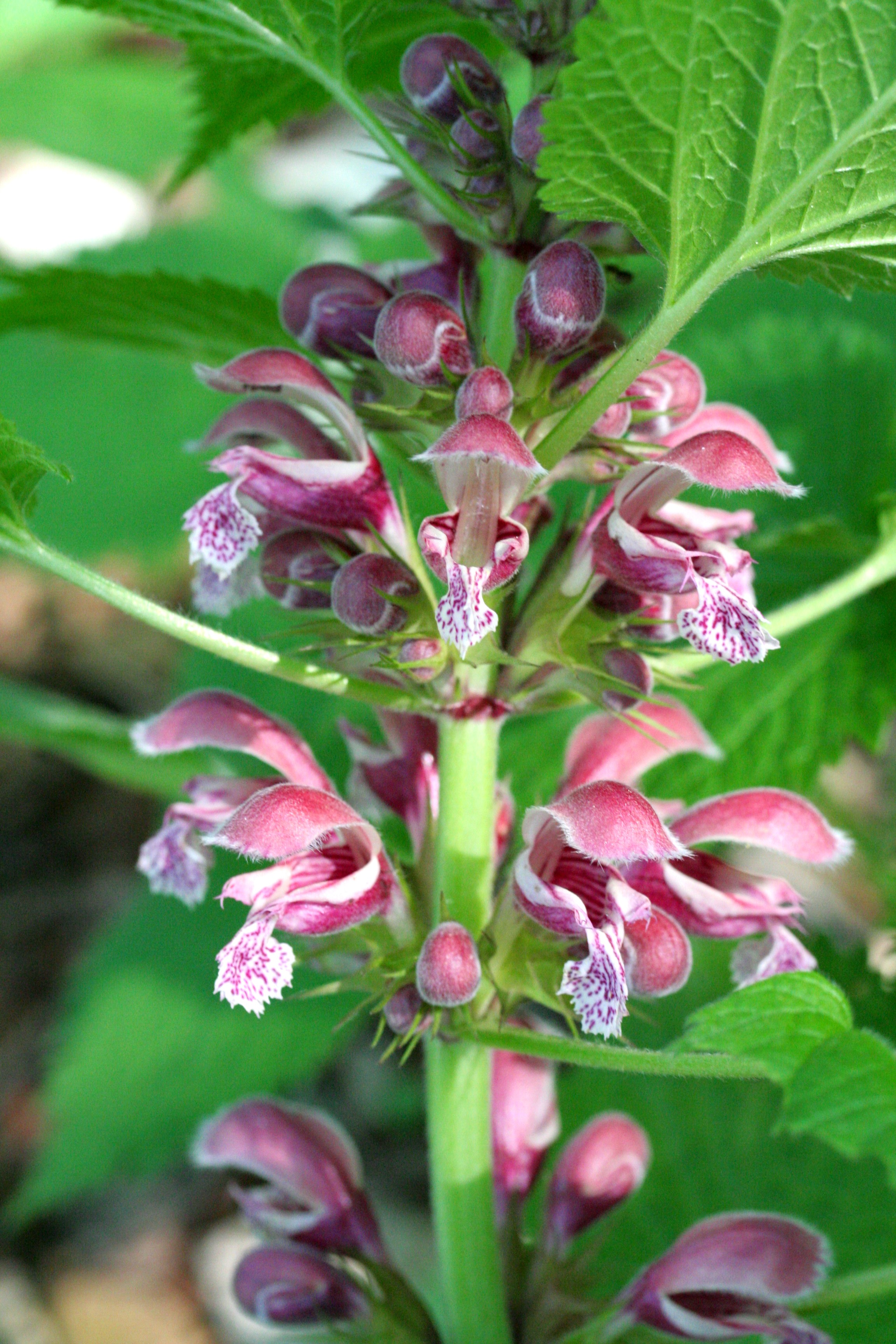
Infiorescenza (Lamium orvala)

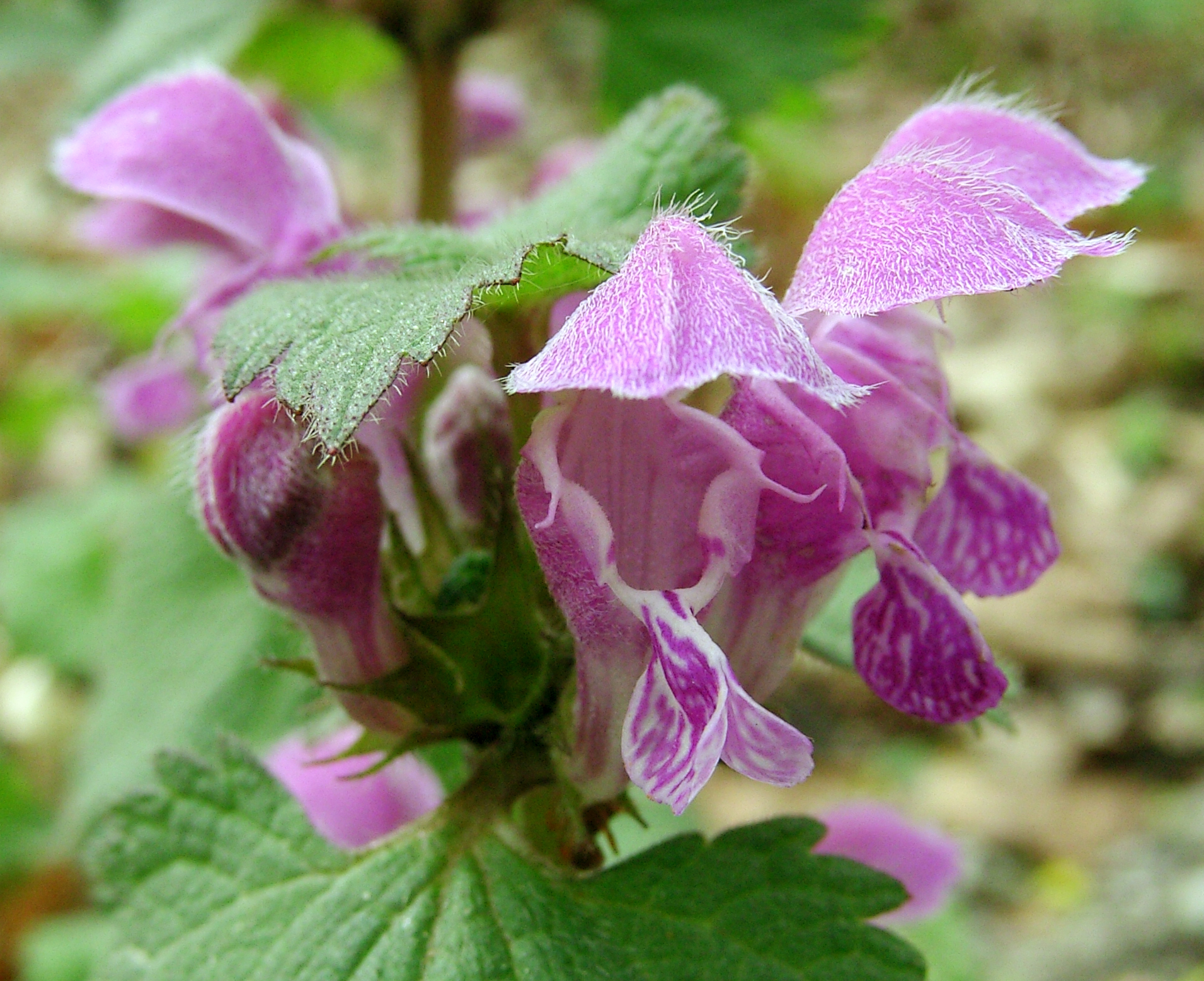
Il fiore (Lamium maculatum)

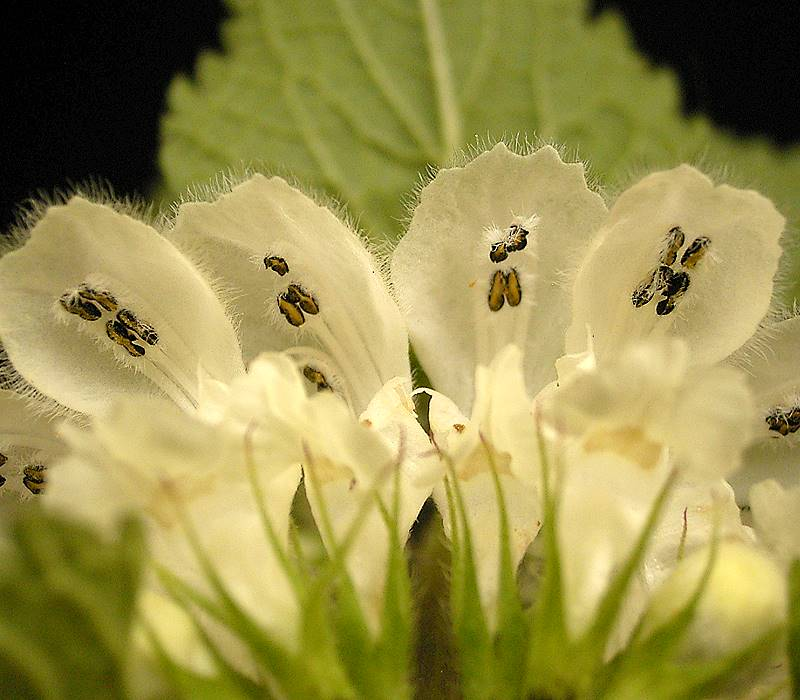
L'androceo (Lamium album)

L'altezza media delle piante di questo genere varia tra i 10 cm e il metro. L'aspetto è erbaceo a volte quasi cespitoso e comunque sempre foglioso. La forma biologica è per metà specie di tipo terofita scaposa (T scap), e per l'altra metà di tipo emicriptofita scaposa (H scap); questo in base soprattutto al ciclo biologico che può essere annuo (o eventualmente bienne) nel primo caso e perenne nel secondo. Le piante in genere hanno un odore sgradevole e possono essere sia glabre che pubescenti.

### Radici
Le radici sono del tipo a fittone per le terofite e del tipo rizomatoso per le emicriptofite.

### Fusto
Il fusto in genere è eretto (o prostrato-ascendente) e ramoso alla base. Ha una sezione quadrangolare a causa della presenza di fasci di collenchima posti nei quattro vertici, mentre le quattro facce sono concave. In alcune specie ai nodi inferiori il fusto può radicare (emettere delle radici) oppure (in altre specie) la parte ipogea del fusto è stolonifera. Inoltre facilmente può presentarsi arrossato nella parte basale.

### Foglie
Le foglie, tutte picciolate, sono cuoriformi o ovato-triangolari o reniformi con apice arrotondato o acuto a seconda della specie. Lungo il fusto sono disposte in modo opposto (a due a due) e ogni verticillo è alternato rispetto al precedente; sono inoltre prive di stipole. La superficie è pubescente quasi tomentosa; il bordo è grossolanamente dentato o crenato e sulla pagina inferiore sono presenti delle evidenti nervature. 

### Infiorescenza
L'infiorescenza è portata in vari verticilli ascellari sovrapposti lungo il fusto. Ogni verticillo è composto da pochi fiori sessili (da 4 a 14 fiori) disposti circolarmente a corona poggianti su due brattee fogliose (o semplicemente delle foglie più piccole rispetto a quelle lungo il fusto). I verticilli sono ravvicinati specialmente verso l'apice del fusto. La forma delle brattee è ovale-cuoriforme con picciolo, pubescenti o lanose sulla pagina superiore più o meno come le foglie vere e proprie. Le brattee del verticillo seguente sono disposte in modo alterno e sono sempre più piccole di quelle inferiori.

### Fiore
I fiori sono ermafroditi, zigomorfi (il calice è più o meno attinomorfo), tetraciclici (con i quattro verticilli fondamentali delle Angiosperme: calice– corolla – androceo – gineceo) e pentameri (calice e corolla formati da cinque elementi). Sono inoltre omogami (autofecondanti) e sono ricchi di nettare.
- Formula fiorale. Per questa specie la formula fiorale della famiglia è la seguente:

X, K (5), [C (2+3), A 2+2], G (2), supero, drupa, 4 nucole
- Calice: i cinque sepali del calice sono concresciuti (calice gamosepalo) in una forma tubulare-campanulata e a struttura piuttosto rigida; all'apice termina con cinque lunghi denti lanceolati e spinescenti; questi sono inoltre lievemente divergenti e più o meno uguali (simmetria di tipo attinomorfa). La superficie del calice è pelosa ed è inoltre percorsa da 5 – 10 nervature longitudinali. Il calice è inoltre persistente.
- Corolla: i cinque petali sono quasi completamente fusi (struttura gamopetala) in un'unica corolla formata da due labbra molto sviluppate. Alla base il tubo è stretto e diritto oppure ricurvo a seconda della specie. Il labbro superiore (composto da due dei cinque petali concresciuti) ha la forma di un cappuccio pubescente ben sviluppato e tutto intero; in questo modo protegge gli organi di riproduzione dalle intemperie e dal sole. Il "labello" (labbro inferiore composto dai tre petali rimanenti) è formato generalmente da un doppio lobo centrale anch'esso ben sviluppato e piegato verso il basso per fare da base di “atterraggio” agli insetti pronubi e da due lobi laterali molto contratti. I margini dei lobi possono essere interi o smarginati o anche crenati. Le fauci sono circondate da un anello di peli per impedire l'accesso ad insetti più piccoli e non adatti all'impollinazione. Il colore della corolla è vario: giallo, purpureo, violaceo, rosa o bianco con varie macchie interne più scure, soprattutto sui lobi inferiori, che servono da guida agli insetti pronubi.
- Androceo: gli stami sono quattro (didinami - due corti e due lunghi – quello mediano posteriore, il quinto stame, manca per aborto) e tutti fertili. Il paio posteriore è più breve, mentre l'altra coppia è aderente al labbro superiore della corolla e sporge lievemente; tutti i filamenti sono paralleli tra di loro. Le antere hanno i lobi arrotondati a deiscenza longitudinale; sono inoltre conniventi e sono di due tipi: alcune hanno dei lunghi ciuffi di peli biancastri e lanosi, mentre altre sono glabre. I due lobi sono staccati e sono di colore generalmente scuro.
- Gineceo: l'ovario è semi-infero (quasi supero) derivato da due carpelli. Ogni carpello è diviso in due parti da una falso setto divisorio, ossia in totale l'ovario è composto da quattro parti (quindi quattro ovuli) con logge a forma ovata. L'ovario è troncato all'apice. Lo stilo è semplice ed è inserito tra i carpelli alla base dell'ovario (stilo “ginobasico”). Lo stimma è bifido: termina in due lacinie più o meno uguali. Il nettare è nascosto sotto l'ovario.

### Frutti
Il frutto è una nucula acheniforme (chiamato schizocarpo) troncato all'apice; più precisamente è una drupa (ossia una noce) con quattro semi (uno per ovulo derivato dai due carpelli divisi a metà). Questo frutto nel caso delle Lamiaceae viene chiamato “clausa”. Le quattro parti in cui si divide il frutto principale, sono ancora dei frutti (parziali) ma monospermici (un solo seme) e privi di endosperma. I frutti si trovano all'interno del calice persistente.

## Riproduzione
- Impollinazione: l'Impollinazione è entomofila ossia tramite insetti e in particolare tramite il Bombo, ma anche api. In effetti la corolla di queste piante è sorprendentemente conformata alle dimensioni e struttura dei Bombi. Quando questi insetti cercano di entrare nel tubo corollino per raggiungere i nettari (posti alla base dell'androceo) con le loro vibrazioni scuotono le antere poste all'interno del labbro superiore. In questo modo fanno scendere e quindi aderire al loro dorso peloso il polline della pianta. Visitando poi un altro fiore, parte di questo polline andrà a cadere sullo stimma provocando così l'impollinazione e la successiva fecondazione. Questo senz'altro è uno dei più interessanti mutui rapporti tra mondo animale e mondo vegetale per il raggiungimento di reciproci interessi. È da aggiungere comunque che qualora il tubo corollino si presentasse troppo stretto per prelevare il nettare, il Bombo allora si porta all'esterno del fiore e incomincia a rosicchiare la base della corolla raggiungendo così alla fine, per una via non naturale, il suo obiettivo: il nettare. In questo modo però si “rompe” il mutuo rapporto a favore solamente dell'insetto; il fiore non verrà impollinato e rimarrà sterile.[2]
- Riproduzione: la fecondazione avviene fondamentalmente tramite l'impollinazione dei fiori (vedi sopra).
- Dispersione: i semi cadendo a terra (dopo essere stati trasportati per alcuni metri dal vento – disseminazione anemocora) sono successivamente dispersi soprattutto da insetti tipo formiche (disseminazione mirmecoria).[8] Per questo scopo i semi hanno una appendice oleosa (elaisomi, sostanze ricche di grassi, proteine e zuccheri) che attrae le formiche durante i loro spostamenti alla ricerca di cibo.[9]

## Distribuzione e habitat
Oltre al Mediterraneo, e quindi l'Africa settentrionale (fino all'Abissinia), anche l'Asia extra-tropicale (fino alla Siberia) partecipa alla distribuzione delle specie di questo genere, alcune delle quali si trovano anche nell'America del nord e del sud (probabilmente sono naturalizzate dal periodo coloniale). Sul suolo italiano queste piante occupano un po' tutti i terreni, dalla zona dell'ulivo del Mediterraneo a quella del faggio collinare, fino ad arrivare al piano alpino.
Delle undici specie spontanee della flora italiana, otto (a parte le sottospecie) vivono sull'arco alpino. La tabella seguente mette in evidenza alcuni dati relativi all'habitat, al substrato e alla distribuzione delle specie alpine.
| Specie | Comunità vegetali | Piani vegetazionali         | Substrato | pH     | Livello trofico | H2O   | Ambiente       | Zona alpina          |
| --- | ----------------- | --------------------------- | --------- | ------ | --------------- | ----- | -------------- | -------------------- |
| L. album | 5                 | collinare montano subalpino | Ca Si     | neutro | alto            | medio | C2 C3          | tutto l'arco alpino  |
| L. amplexicaule | 2                 | collinare montano           | Ca Si     | neutro | alto            | secco | B1             | tutto l'arco alpino  |
| L. galeobdolon subsp. flavidum | 14                | collinare montano subalpino | Ca Si     | neutro | alto            | medio | B5 C3 I1 I2    | tutto l'arco alpino  |
| L. galeobdolon subsp. montanum | 14                | collinare montano subalpino | Ca Si     | neutro | medio           | medio | I2             | VA CO SO             |
| L. garganicum | 3                 | collinare montano           | Ca        | basico | basso           | secco | C3 C4 F2 I2    | CN                   |
| L. purpureum var. hybridum | 2                 | collinare montano           | Ca Si     | neutro | alto            | medio | B1 B2          | BS                   |
| L. maculatum | 5                 | collinare montano subalpino | Ca Si     | neutro | alto            | medio | B3 G4          | tutto l'arco alpino  |
| L. orvala | 14                | collinare montano           | Ca Si     | neutro | alto            | umido | B2 B6 G2 G4 I2 | BG SO BS TN BZ BL UD |
| Legenda e note alla tabella. Substrato con “Ca/Si” si intendono rocce di carattere intermedio (calcari silicei e simili); vengono prese in considerazione solo le zone alpine del territorio italiano (sono indicate le sigle delle province). Comunità vegetali: 2 = comunità terofitiche pioniere nitrofile; 3 = comunità delle fessure, delle rupi e dei ghiaioni; 4 = comunità pioniere a terofite e succulente; 5 = comunità perenni nitrofile; 9 = comunità a emicriptofite e camefite delle praterie rase magre secche; 10 = comunità delle praterie rase dei piani subalpino e alpino con dominanza di emicriptofite; 11 = comunità delle macro- e megaforbie terrestri; 14 = comunità forestali. Ambienti: A3 = ambienti acquatici come rive, stagni, fossi e paludi; A4 = ambienti umidi, temporaneamente inondati o a umidità variabile; B1 = campi, colture e incolti; B2 = ambienti ruderali, scarpate; B3 = siepi e margini dei boschi; B5 = rive, vicinanze corsi d'acqua; B6 = tagli rasi forestali, schiarite, strade forestali; C1 = ambienti sabbiosi, affioramenti rocciosi; C2 = rupi, muri e ripari sotto roccia; C3 = ghiaioni, morene e pietraie; C4 = campi solcati; F2 = praterie rase, prati e pascoli dal piano collinare al subalpino; F3 = prati e pascoli mesofili e igrofili; F4 = prati e praterie magre rase; F5 = praterie rase subalpine e alpine; F7 = margini erbacei dei boschi; G1 = lande e popolamenti a lavanda; G2 = praterie rase dal piano collinare a quello alpino; G3 = macchie basse; G4 = arbusteti e margini dei boschi; G6 = arbusteti mediterranei, macchie e garighe; H2 = boscaglie di pini montani; I1 = boschi di conifere; I2 = boschi di latifoglie; I3 = querceti submediterranei; I4 = querceti sempreverdi mediterranei. |                   |                             |           |        |                 |       |                |                      |

## Tassonomia
La famiglia di appartenenza della specie (Lamiaceae), molto numerosa con circa 250 generi e quasi 7000 specie, ha il principale centro di differenziazione nel bacino del Mediterraneo e sono piante per lo più xerofile (in Brasile sono presenti anche specie arboree). Per la presenza di sostanze aromatiche, molte specie di questa famiglia sono usate in cucina come condimento, in profumeria, liquoreria e farmacia. Il genere Lamium si compone di circa 20 - 30 specie gravitanti nella maggioranza dei casi attorno al bacino del Mediterraneo, una decina delle quali vivono spontaneamente in Italia. Nelle classificazioni meno recenti la famiglia Lamiaceae viene chiamata Labiatae.

### Filogenesi
In base alle ultime ricerche filogenetiche la famiglia Lamiaceae è suddivisa in 7 sottofamiglie; una di queste, Lamioideae, è suddivisa in 10 tribù; una di queste tribù, Lamieae insieme ai generi Alajja, Eriophyton e Stachyopsis, contiene il genere di questa voce. All'interno del genere la specie L. galeobdolon (tradizionalmente descritta all'interno del genere Lamiastrum) risulta essere "gruppo fratello" del resto del genere; il genere Wiedemannia Fisch. & C.A. Mey. è nidificato all'interno di Lamium; la specie L. amplexicaule è polifiletica e poliploide.
Tradizionalmente la classificazione scientifica di questo genere è la seguente (ora superata dal sistema tassonomico APG - vedere la tabella in testa a questa voce):
Famiglia : Lamiaceae definita dal botanico inglese John Lindley (8 febbraio 1799 – 1º novembre 1865) nella pubblicazione ”A Natural System of Botany“ del 1836.
Sottofamiglia : Lamioideae
Tribù : Lamieae definita dai botanici francesi Ernest Saint-Charles Cosson (1819-1889) e Jacques Nicolas Ernest Germain de Saint-Pierre (1815-1882) in una pubblicazione del 1845.
Sottotribù : Lamiinae definita dal botanico, numismatico e orientalista tedesco Stephan Ladislaus Endlicher (Presburgo, 24 giugno 1804 – Vienna, 28 marzo 1849), in una pubblicazione del 1838.
Genere : Lamium L. (1753)
In riferimento alle specie spontanee del territorio italiano il genere Lamium viene suddiviso in quattro sezioni:
- Sezione 1A : le antere sono glabre;

- Sezione 2A : il tubo corollino è diritto e alle fauci dello stesso è presente un anello trasversale di peli = Sezione Orvala.
- Sezione 2B : il tubo corollino è curvo e alle fauci dello stesso è presente un anello obliquo di peli = Sezione Galeobdolon Benth. (1834)

- Sezione 1B : le antere sono irsute;

- Sezione 3A : il tubo corollino è cilindrico con o senza anello di peli alle fauci = Sezione Lamiopsis Dumort (1827)
- Sezione 3B : il tubo corollino è contratto nella parte basale ed è sempre fornito di un anello di peli alle fauci = Sezione Lamiotypus Dumort (1827)/Briq. (1895)

Altri Autori comunque suddividono diversamente il genere.

### Variabilità
Questo genere è molto polimorfo, questo comporta la presenza di diverse varietà per ogni specie, di ibridi interspecifici e naturalmente difficoltà di ordine tassonomico. In effetti alcuni Autori tendono a includere in questo genere delle specie di altri generi strettamente correlati come Lamiastrum Fabr., Galeopsis L., Wiedemannia Fisch. & C.A. Mey e Leonurus L.. (Vedere il paragrafo "Filogenesi")

### Specie spontanee della flora italiana
Per meglio comprendere ed individuare le varie specie del genere (solamente per le specie spontanee della flora italiana) l'elenco che segue utilizza in parte il sistema delle chiavi analitiche.
- SEZIONE A : le antere sono glabre;

- Gruppo 1A : il tubo corollino è diritto e il colore è rosso; la corolla è lunga da 25 a 40 mm;

- Lamium orvala L. - Falsa ortica maggiore: l'altezza della pianta varia da 30 a 60 cm; il ciclo biologico è perenne; la forma biologica è emicriptofita scaposa (H scap); il tipo corologico è Orofita Est-Alpino; l'habitat tipico sono i boschi di latifoglie, siepi e sponde erbose; la distribuzione sul territorio italiano è relativa solo al nord-est e si può trovare fino ad un'altitudine di 1200 m s.l.m..

- Gruppo 1B : il tubo corollino è incurvato alla base e il colore è rosa chiaro; la corolla è lunga da 15 a 25 mm;

- Lamium flexuosum Ten. - Falsa ortica flessuosa: il colore della corolla è rosa o biancastro; il lobo centrale del labbro inferiore è allargato; i lobi laterali sono ridotti a piccoli denti. L'altezza della pianta varia da 20 a 40 cm; il ciclo biologico è perenne; la forma biologica è emicriptofita scaposa (H scap); il tipo corologico è Orofita Nord Ovest-Mediterraneo; l'habitat tipico sono le pietraie e le rupi umide; la distribuzione sul territorio italiano è solo al sud e centro e si può trovare ad un'altitudine compresa tra i 300 e i 1900 m s.l.m..
- Lamium galeobdolon L. - Falsa ortica gialla: il colore della corolla è giallo; i tre lobi inferiori sono grandi uguali. L'altezza della pianta varia da 15 a 70 cm; il ciclo biologico è perenne; la forma biologica è emicriptofita scaposa (H scap); il tipo corologico è Europeo - Caucasico; l'habitat tipico sono i luoghi umidi e ombrosi dei boschi; la distribuzione sul territorio italiano è quasi totale (a parte le isole) e si può trovare fino ad un'altitudine compresa tra i 100 e i 1900 m s.l.m..

- SEZIONE B : le antere sono irsute (sono circondate da un ciuffo di peli biancastri);

- Gruppo 1A : la lunghezza della corolla è maggiore di 20 mm;

- Gruppo 2A : il tubo della corolla è diritto;

- Lamium garganicum subsp. garganicum L. - Falsa ortica meridionale: la superficie del fusto è pubescente. L'altezza della pianta varia da 20 a 60 cm; il ciclo biologico è perenne; la forma biologica è emicriptofita scaposa (H scap); il tipo corologico è Orofita - Mediterraneo; l'habitat tipico sono le rupi ombrose, i boschi e le siepi; la distribuzione sul territorio italiano è discontinua (sud, centro e nord-ovest) e si può trovare fino ad un'altitudine di 1900 m s.l.m..
- Lamium garganicum subsp. corsicum (Gren. & Godr.) Mennema - Falsa ortica di Corsica: la superficie del fusto è glabra e glauca-cerosa. L'altezza della pianta varia da 20 a 40 cm; il ciclo biologico è perenne; la forma biologica è emicriptofita scaposa (H scap); il tipo corologico è Endemico; l'habitat tipico sono le rupi, le pietraie e gli anfratti umidi ; è diffusa in Sardegna e in Corsica e si può trovare ad un'altitudine compresa tra 1500 e 2500 m s.l.m..

- Gruppo 2B : il tubo della corolla è incurvato alla base;

- Lamium maculatum L. - Falsa ortica macchiata: il colore della corolla è purpureo e il tubo corollino è più lungo del calice. L'altezza della pianta varia da 20 a 50 cm; il ciclo biologico è perenne; la forma biologica è emicriptofita scaposa (H scap); il tipo corologico è Eurasiatico - Temperato; l'habitat tipico sono i boschi cedui, le siepi e gli incolti; la distribuzione sul territorio italiano è quasi totale e si può trovare fino ad una altitudine di 1200 m s.l.m..
- Lamium album L. - Falsa ortica bianca: il colore della corolla è bianco e il tubo corollino è lungo quanto il calice. L'altezza della pianta varia da 30 a 50 cm; il ciclo biologico è perenne; la forma biologica è emicriptofita scaposa (H scap); il tipo corologico è Eurasiatico - Temperato; l'habitat tipico sono gli incolti, le zone ruderali e discariche; questa pianta è diffusa in tutta l'Italia e si può trovare fino ad una altitudine di 1200 m s.l.m..

- Gruppo 1B : la lunghezza della corolla è minore di 20 mm;

- Gruppo 3A : il colore della corolla è bianco, mentre il labbro superiore è profondamente bifido.

- Lamium bifidum Cyr. - Falsa ortica bifida: l'altezza della pianta varia da 10 a 40 cm; il ciclo biologico è annuo; la forma biologica è terofita scaposa (T scap); il tipo corologico è Steno Mediterraneo; l'habitat tipico sono gli incolti, i boschi umidi e gli orti; questa pianta è rara, comunque è diffusa al centro, al sud e nelle isole e si può trovare fino ad una altitudine di 1200 m s.l.m..

- Gruppo 3B : il colore della corolla è purpureo, mentre il labbro superiore è intero.

- Gruppo 4A : le foglie-brattee dell'infiorescenza sono sessili, amplessicauli e reniformi;

- Lamium amplexicaule L. - Falsa ortica reniforme: l'altezza della pianta varia da 8 a 20 cm; il ciclo biologico è annuo; la forma biologica è terofita scaposa (T scap); il tipo corologico è Paleotemperato; l'habitat tipico sono gli orti, i vigneti e le colture; questa pianta è comune su tutto il territorio e si può trovare fino ad una altitudine di 1200 m s.l.m..

- Gruppo 4B : le foglie-brattee dell'infiorescenza sono peduncolate (o anche sessili), non sono abbraccianti il fusto, e la forma è ovale o cordata;

- Lamium purpureum L. - Falsa ortica purpurea: le foglie dell'infiorescenza hanno una lamina cuoriforme e non decorrente sul picciolo; il colore è rosso-vinoso e sono sempre più ravvicinate verso l'apice. L'altezza della pianta varia da 10 a 20 cm; il ciclo biologico è annuo; la forma biologica è terofita scaposa (T scap); il tipo corologico è Eurasiatico; l'habitat tipico sono gli orti, i vigneti, i campi e le zone ruderali; questa pianta è comune su tutto il territorio (un po' rara al sud) e si può trovare fino ad una altitudine di 1500 m s.l.m..
- Lamium purpureum var. hybridum Vill. - Falsa ortica ibrida: le foglie dell'infiorescenza hanno una lamina ovale che si prolunga a cuneo sul picciolo; il colore è verde-giallastro. L'altezza della pianta varia da 10 a 25 cm; il ciclo biologico è annuo; la forma biologica è terofita scaposa (T scap); il tipo corologico è Paleotemperato; l'habitat tipico sono gli orti, le macerie e zone incolte; questa pianta è rara ed ha una distribuzione discontinua e si può trovare fino ad una altitudine di 1500 m s.l.m..

### Generi simili
Queste piante, quando non sono in fase di fioritura, possono facilmente essere scambiate per un'ortica (anche se i due generi appartengono a famiglie diverse: Urticaceae è la famiglia per le “ortiche” vere). Le specie di questo genere si distinguono soprattutto per la sezione del fusto: quadrata nelle piante del genere Lamium, circolare nelle “ortiche” vere e proprie. Mentre le foglie sono molto simili: da qui il nome comune (“Falsa ortica”) derivato da credenze antiche (un dizionario del X secolo chiama queste piante “Ortica cieca”) anche se naturalmente queste piante sono totalmente prive di peli urticanti e quindi non pungono (da qui un altro nome popolare per questo gruppo di specie: “Ortica morta”, ossia “Urtica mortua” dal testo Ortus Sanitatis del XV secolo).
Al di là di questa apparente somiglianza con le “ortiche vere”, nell'ambito della famiglia delle Lamiaceae, diversi sono i generi “vicini” (e quindi confondibili) a quello di questa voce. Qui sono elencati alcuni:
- Ballotta L. - Cimiciotta (è una pianta perenne; il calice è allargato nella metà superiore; gli stami sono paralleli; l'ovario e gli acheni sono arrotondati all'apice; lo stilo termina con due lacinie uguali)
- Galeopsis L. - Canapetta (è una pianta annua; le brattee dell'infiorescenza sono lesiniformi e pungono; la corolla è priva dell'anello interno di peli; il labbro inferiore ha due protuberanze)
- Glechoma L. - Ellera terrestre (i fusti sono striscianti; la corolla è priva dell'anello interno di peli; il labbro inferiore della corolla è piano; le brattee dell'infiorescenza sono delle normali foglie)
- Lamiastrum Fabr. - Ortica mora (sinonimo di Lamium)
- Leonurus L. - Cardiaca (la lamina delle foglie è divisa in tre lobi acuti; i lobi laterali del labbro inferiore sono ben distinti)
- Moluccella L. - Melissa (il calice è bilabiato con labbra spinescenti; il labbro superiore della corolla è ben sviluppato a forma di cappuccio)
- Nepeta L. - Gattaia (i fusti sono eretti; la corolla è priva dell'anello interno di peli; il labbro inferiore della corolla è concavo; le brattee dell'infiorescenza sono diverse dalle foglie cauline)
- Stachys L. - Betonica (le piante sono annue; la corolla è provvista dell'anello interno di peli; il labbro inferiore è privo di protuberanze)

## Usi

### Farmacia
- Sostanze presenti: in queste piante sono presenti diverse sostanze come oli eterei (all'interno di peli ghiandolari), mucillagini, tannino, saponine e sali di potassio[2].
- Proprietà curative: la medicina popolare utilizza questa piante come vulnerarie (guarisce le ferite), antispasmodiche (attenua gli spasmi muscolari, e rilassa anche il sistema nervoso), depurative (facilita lo smaltimento delle impurità), espettoranti (favorisce l'espulsione delle secrezioni bronchiali), risolventi in generale, toniche (rafforza l'organismo in generale) e astringenti (limita la secrezione dei liquidi)[2].

### Giardinaggio
L'utilizzo di queste specie da parte dell'uomo è circoscritto principalmente al giardinaggio grazie anche alla loro elegante spiga di fiori. Sono del 1596 le prime documentazioni dell'ingresso di queste piante (L. orvala) nei giardini europei. Nello sfruttamento orticolo le specie più usate sono: L. orvala, L. galeobdolon, L. garganicum e L. maculatum.

### Altro
Alcune larve di lepidotteri del genere Phlogophora della famiglia delle Noctuidae e del genere Coleophora della famiglia Coleophoridae si nutrono di queste piante.